# Семенов Святослав Миколайович
Семенов Святослав Миколайович (2 лютого 1962) — радянський плавець.
Призер Чемпіонату світу з водних видів спорту 1982 року.
Призер літньої Універсіади 1983 року.